# Bernardo Medina
Bernardo David Medina (Assunção, 14 de janeiro de 1988) conhecido como Bernardo Medina é um futebolista paraguaio que como goleiro. Atualmente joga pelo Mushuc Runa Sporting Club do Equador

## Clubes
Bernardo Medina é conhecido por fazer gols de pênalti. Fez 4 gols na Apertura 2016; um contra o Olimpia na quinta rodada, outro contra o Sol de América na sexta rodada, na Clausura 2016 um gol no Cerro Porteño na rodada 15 e no Sportivo Luqueño na rodada 19.
em 6 de julho de 2013, é anexado ao elenco de General Díaz. O contrato do goleiro com a entidade albinegra seria de um ano, mas depois estendeu seu contrato até 31 de dezembro de 2016.

| Clube               | País     | Ano             |
| ------------------- | -------- | --------------- |
| Libertad            | Paraguai | 2006 - 2013     |
| General Díaz]]      | Paraguai | 2013 - 2016     |
| Deportivo Capiatá]] | Paraguai | 2017            |
| Sportivo Luqueño    | Paraguai | 2018            |
| Mushuc Runa         | Equador  | 2019 - Presente |

### Participações em copas nacionais
| Copa               | País     | Resultado      | Partidas | Gols |
| ------------------ | -------- | -------------- | -------- | ---- |
| Copa Paraguay 2018 | Paraguai | terceiro lugar | 6        | 0    |

## Títulos
| Título          | Clube      | País     | Ano  |
| --------------- | ---------- | -------- | ---- |
| Torneo Clausura | Libertad]] | Paraguay | 2010 |
| Torneo Clausura | Libertad   | Paraguay | 2012 |